# Amore di guerra
Amore di guerra è l'undicesimo album in studio del cantante pop italiano Riccardo Fogli, pubblicato nel 1988.
Dal disco sono stati estratti i singoli Una donna così, Amore di guerra e Amori nascosti.
Il brano I tuoi mille anni ricalca lo stile gospel nell'esecuzione a più voci.

## Tracce
1. Una donna così – 3:53 (Laurex, Franca Evangelisti e Vincenzo Spampinato)
2. Amore di guerra – 5:11 (Laurex, Franca Evangelisti e Vincenzo Spampinato)
3. I tuoi mille anni – 2:37 (Laurex e Vincenzo Spampinato)
4. Se ti perdessi ancora – 4:07 (Laurex, Franca Evangelisti e Vincenzo Spampinato)
5. Amore di guerra (breve) – 1:38 (Laurex, Franca Evangelisti e Vincenzo Spampinato)
6. Amori nascosti – 4:54 (Laurex e Vincenzo Spampinato)
7. È già parlare di noi – 4:40 (Laurex, Claudio Cofani e Marco Patrignani)
8. Oggi ci sto – 3:50 (Laurex, Franca Evangelisti e Vincenzo Spampinato)
9. Comunque ci sarò – 4:19 (Laurex, Franca Evangelisti e Vincenzo Spampinato)

Durata totale: 35:09